# 丸隈山古墳
丸隈山古墳（まるくまやまこふん）は、福岡県福岡市西区周船寺の高祖山のふもとに位置する前方後円墳である。「今宿古墳群」のうちの1基として国の史跡に指定されている。

## 規模等
全長84.6m、後円部の直径60m、前方部25m。5世紀前半の首長級の墳墓と推定されている。玄武岩で作られた横穴式石室と内部の石棺は無料公開されている。国の史跡に指定されている古墳のうち、見学者が石棺を直接見ることができる数少ないものの1つである。江戸時代の「筑前国続風土記」で貝原益軒は、ここから銅鏡、刀、鉄鏃などが出土したと記録している。
その他に巴形銅器、剣、勾玉、管玉なども出土した。埋葬人骨は男性のものとされている。